# Phasor

Phasoren bei einer RLC-Serienschaltung in der komplexen Ebene

Der Phasor oder die komplexe Amplitude fasst die Amplitude {\displaystyle {\hat {a}}} und den Nullphasenwinkel {\displaystyle \varphi } zu einer komplexen Größe {\displaystyle {\underline {\hat {a}}}={\hat {a}}\cdot \mathrm {e} ^{\mathrm {j} \varphi }} zusammen und wird insbesondere bei der komplexen Darstellung von sinusförmig zeitabhängigen Größen im Rahmen der theoretischen Elektrotechnik verwendet. In diesem Bezug wird für die imaginäre Einheit der Buchstabe {\displaystyle \mathrm {j} } verwendet und das Formelzeichen einer komplexen Größe wird durch Unterstrich, gemäß DIN 1304-1 und DIN 5483-3, gekennzeichnet.
Eine harmonisch schwingende zeitabhängige physikalische Größe der allgemeinen Form
{\displaystyle a(t)={\hat {a}}\cdot \cos(\omega t+\varphi )} beschreibt man mittels des Phasors {\displaystyle {\underline {\hat {a}}}} durch
{\displaystyle {\underline {a}}(t)={\underline {\hat {a}}}\cdot \mathrm {e} ^{\mathrm {j} \omega t}}.
Mit der Umrechnung
{\displaystyle {\underline {\hat {a}}}\cdot \mathrm {e} ^{\mathrm {j} \omega t}={\hat {a}}\cdot \mathrm {e} ^{\mathrm {j} (\omega t+\varphi )}={\hat {a}}\cdot (\cos(\omega t+\varphi )+\mathrm {j} \,\sin(\omega t+\varphi ))}
ist die ursprüngliche Größe {\displaystyle a(t)} davon der Realteil.
Die Verwendung solcher komplexer Größen findet beispielsweise im Rahmen der komplexen Wechselstromrechnung Anwendung. Diese Darstellung hat den Vorteil, dass analytische Operationen wie Differentiation und Integration viel einfacher als bei Verwendung der trigonometrischen Funktionen ausgeführt werden können.
Der Phasor hat insbesondere den Vorteil, dass die (sinusförmige) Zeitabhängigkeit bei ihm nicht auftaucht. Während {\displaystyle {\underline {a}}(t)} in der komplexen Ebene als Drehzeiger rotiert, ist der Phasor ortsfest. Seine Ausrichtung ist ebenso willkürlich festlegbar wie der Zeitnullpunkt oder der Nullphasenwinkel, für alle Phasoren eines Zusammenhanges aber einheitlich. Es ist allein eine Frage der Zweckmäßigkeit, eine Bezugsgröße in die positive Richtung der reellen Achse zu legen. Bei der Reihenschaltung von Impedanzen wie im Bild bietet sich dazu der durch alle Teilwiderstände gemeinsam fließende Strom an.
Die Verwendung des Phasors in der Exponentialform {\displaystyle {\underline {\hat {a}}}={\hat {a}}\cdot \mathrm {e} ^{\mathrm {j} \varphi }} ist auch bei Multiplikation und Division hilfreich, während die Verwendung der algebraischen Form {\displaystyle {\underline {\hat {a}}}=x+\mathrm {j} y} bei Addition und Subtraktion angebracht ist.